# Vytas Brenner
Vytas Brenner (Tubinga, 19 settembre 1946 – Salisburgo, 18 marzo 2004) è stato un musicista, compositore, chitarrista e tastierista venezuelano.

## Discografia
- 1973: La Ofrenda de Vytas: Morrocoy, Ofrenda de Miguel, Tormenta de Barlovento, Frailejon, La Sabana, Tragavenado, Araguaney, Canto de Pilón.
- 1974: Hermanos: Agua Clara, Madrugada, Amanecer, Danzas de los Pájaros, Gavilán, Pastos, Ganado, Estampida, Ana Karina Rote, Sentado en una Piedra.
- 1975: Jayeche: Cariaco, Sancocho de Médula, La Restinga, Playa de Agua, Cachunchú Florido, 6 por Electron, Jayeche, Catatumbo, Caracas para Locos, Ávila.
- 1977: En Vivo: Interludio, Morrocoy, Cachunchú Florido, La Restinga, Playa de Agua, Ganado, Cariaco, Ávila, Frailejón, Interludio.
- 1978: Ofrenda: Armonías para cantar, Mandingo, San Agustín, Acuesta, Princesa, Aguacero.
- 1981: I Belong - with Paulette Dozier: I belong, I gotta feeling, I'm gonna climb that mountain, Sweet Zita, Decisions, Are you the one?, Feeling much calmer.
- 1982: Estoy Como Quiero: Dorado I, Ponte a valer, 15 partes por millón, Estoy como quiero, Acuesta (grabado en vivo, Maracaibo), Canchunchu florido (grabado en vivo, Maracaibo), Dorado II.
- 1983: Vytas: Playa Sombrero, Un amigo mas, La Chinita, Cristofue, Adicora, Hasta cuando, Amuay.
- 1986: El Vals del Mar: El vals del mar, Eres tu, Los espejos, Sentado en una piedra, Agua clara, Una rosa roja, Dos viajeros, Escalas y armonías, Estoy como quiero.
- 1990: Amazonia: Ofrenda, Karibik, A Bolívar, Techos Rojos (1er Movimiento), Techos Rojos (2º Movimiento), Aruanda, Mestizo, Guacamaya, Autana, Orinokia, Amazonia.